# In-A-Gadda-Da-Vida (video)
In-A-Gadda-Da-Vida je první oficiálně vydané video skupiny Iron Butterfly, které bylo nahráno 1. ledna 1971 v Beat Clubu.

## Seznam skladeb
1. Easy Rider (Let the Wind Pay the Way) - 3:21
2. In-A-Gadda-Da-Vida - 17:05
3. Butterfly Bleu - 13:56

## Sestava
- Doug Ingle - Klávesy, zpěv
- Mike Pinera - Kytara, zpěv
- Larry "Rhino" Reinhardt - Kytara, zpěv
- Lee Dorman - Basová kytara, zpěv
- Ron Bushy - Bicí